# Hyperglobulinämie
Die Hyperglobulinämie, von altgriechisch ὑπέρ- hyper, deutsch ‚über, über ... hinaus‘ und altgriechisch αἷμα haíma, deutsch ‚Blut‘, ist ein vermehrter Gehalt an Globulinen im Blutplasma. Dabei können alle oder nur einzelne Globuline vermehrt sein.
Durch Elektrophorese werden vier verschiedene Globuline unterschieden:
- α1-Globuline
- α2-Globuline
- β-Globuline
- γ-Globuline (Immunglobuline)

Bei akuten Infektionen oder Entzündungen sind die α1-Globuline, bei chronischen Erkrankungen α2-Globuline und β-Globuline erhöht.
Sind die γ-Globuline zu hoch, liegt eine Hypergammaglobulinämie, z. B. eine Monoklonale Gammopathie vor.
Als Normwert für das Globulin wird 2,3–3,4 g/dL angegeben,
Im „Gesamteiweiß“ sind außer den Globulinen noch die Albumine mit enthalten.